# Les Objets singuliers de l'architecture
Les objets singuliers de l'architecture est un livre écrit par le philosophe français Jean Baudrillard. 
Il s'agit des deux entretiens qu'il a eus avec l'architecte français Jean Nouvel en 1997 à la Maison des Écrivains et à l'école d'architecture de l'Université Paris VI-La Villette. Dans ce livre, Baudrillard traite de questions fondamentales telles que la politique, l'identité et l'esthétique, et explore les possibilités de l'architecture moderne et l'avenir de notre vie moderne.
Le livre, développant de nouvelles idées philosophiques liées à l'architecture, vise à combler le fossé entre la théorie architecturale et la philosophie,,.
Les objets singuliers de l'architecture a été publié à l'origine en français et a été traduit dans de nombreuses langues, dont l'anglais, l'allemand, l'italien, l'espagnol, le turc et l'arabe.